# Glenopteris ornata
Glenopteris ornata är en fjärilsart som beskrevs av William Schaus 1911. Glenopteris ornata ingår i släktet Glenopteris och familjen nattflyn. Inga underarter finns listade i Catalogue of Life.